# Seznam zaslužnih profesorjev Univerze v Ljubljani
Seznam zaslužnih profesorjev Univerze v Ljubljani.
Opomba: naslov (naziv) zaslužnega profesorja/profesorice podeljujejo nekaterim upokojenim profesorjem in profesoricam Univerze v Ljubljani od študijskega leta 1976/77 dalje. Marsikateri profesor, ki bi si tudi zaslužil ta naslov, ali je po vseh kriterijih primerljiv s tistimi, ki so to postali, ni mogel prejeti tega častnega naziva, če izvzamemo tiste, ki so umrli še pred uvedbo naziva in jih je preveč, da bi jih navajali poimensko, bodisi zaradi svoje prezgodnje smrti, torej pred upokojitvijo, ki je pogoj za njegovo pridobitev, npr. Stojan Cigoj, Bogomir Dobovišek, Franc Lazarini, Anton Žun, Adolf Bibič, Peter Klinar, Ludvik Čarni, Jože Koruza, Dušan Pirjevec, Primož Kozak, Marjan Žagar, Oto Norčič, Franc Bitenc, Niko Jesenovec, Mirko Derganc, Polde Leskovar, Primož Schauer, Aleksander Radovan, Hubert Bergant, Aci Bertoncelj, Marijan Gabrijelčič, Ivan Možina ...), bodisi je bil izpuščen, ker je npr. od upokojitve preteklo že preveč časa, ali pa ni bil predlagan, torej bil spregledan iz kakšnih drugih razlogov (npr. Marij Avčin, Bojan Accetto, Vito Lavrič, Peter Lenče, Stanko Banič, Martin Benedik, Franjo Zdravič, Janez Kanoni, Miloš Kobal, Janez Banič, Miro Košak, Slavko Rakovec, Peter Rakovec, Radoslav Žargi, Milan Dolenc, Janez Brglez, Ivo Jelačin, Oton Muck, Boštjan Anko, Marijan Dorer, Ivo Antolič, Mitja Bartenjev, Rajko Sedej, Vladislav Pegan, Božo Kralj, Saša Cvahte, Marija Perpar, Branko Brčić, Ivan Vizovišek, Miha Japelj, Peter Bukovec, Milan Grošelj, Stanko Gogala, Anton Slodnjak, Janko Jurančič, Janez Stanonik, Dušan Ludvik, Janez Rotar, Mirko Jurak, Vojan Rus, Jože Toporišič, Janez Sagadin, Matjaž Kmecl, Janko Pleterski, Andrej Capuder, Ivan Rakovec, Franc Osole, Zlata Dolinar-Osole, Jože Duhovnik, Alojz Paulin, Marko Breznik, Miroslav Črnivec, Marjan Mušič, Emil Kovačič, Vlasto Zemljič, Janko Sketelj, Svetko Lapajne, Tone Klemenčič, Ivan Sovinc, Srdan Turk, Jure Banovec, Tomaž Banovec, Anton Vakselj, Alojzij Vadnal (sicer častni doktor UL, podobno kot Franc Mikuž, pa tudi Makso Šnuderl in Anton Trstenjak), France Križanič, Sergej Pahor, Niko Prijatelj, Fran Dominko, Savo Lapanje, Srdan Turk, Miran Vardjan, Miran Veselič(-st.), Janko Kavčič, Peter Novak, Silvin Leskovar, Matija Tuma, Drago Leskovšek (2), Jože Trontelj, Božidar Magajna, Albin Wedam, Janez Planina, Cene Malovrh, Pavel Marc, Metod Dular, Stane Krašovec, Janez Šmidovnik, Rupko Godec, Mitja Kamušič, Viktor in Zdravko Petkovšek, Peter Jereb, Oskar Reya, Rajko Pavlovec, Stanko Grafenauer, Boris Sket, Kazimir Tarman, Miklavž Grabnar, Jože Korošec, Rudolf Turk, Drago Stepišnik, Jože Šturm, Marjan Jeločnik, Vilko Ukmar, Pino Mlakar, Leon Pfeifer, Pavel Šivic, Jakob Jež, Darijan Božič, Anton Nanut, Rok Klopčič, Mile Kosi, Janez Jerman, Slavko Jan, Vida Juvan, France Štiglic, Riko Debenjak, Jože Brumen, Andrej Jemec, Emerik Bernard, Herman Gvardjančič, Dušan Tršar, Metka Krašovec, Milan Pajk, Tomaž Kržišnik, Fedja Košir, Borut Juvanec, Aleš Vodopivec, Jan Makarovič, Ernest Petrič, itd.). Nekatere visokošolske zavode, akademije in poznejše fakultete so namreč sprejeli kot članice v UL leta 1975, TEOF pa ponovno po 40 letih šele v začetku 90. let 20. stol., zato zlasti pri slednji niso mogli biti izvoljeni nekateri starejši profesorji. Trije upokojeni profesorji UL so dobili naziv posmrtno, ker so bili verjetno že prej v postopku za njegovo pridobitev.  
Legenda: a = izvoljen v SAZU; r = rektor UL; dr.hc = častni doktor UL; † = danes že pokojni
- FF = Filozofska fakulteta
- PF = Pravna fakulteta
- MF = Medicinska fakulteta
- FE = Fakulteta za elektrotehniko
- EF = Ekonomska fakulteta
- FS = Fakulteta za strojništvo
- FNT = Fakulteta za naravoslovje in tehnologijo
- BF = Biotehniška fakulteta
- FKKT = Fakulteta za kemijo in kemijsko tehnologijo
- FFA = Fakulteta za farmacijo
- NTF = Naravoslovnotehniška fakulteta
- FGG = Fakulteta za gradbeništvo in geodezijo
- FA = Fakulteta za arhitekturo
- FRI = Fakulteta za računalništvo in informatiko
- ZF = Zdravstvena fakulteta
- FDV = Fakulteta za družbene vede (do 1991 FSPN)
- PEF = Pedagoška fakulteta
- FSD = Fakulteta za socialno delo
- FPP = Fakulteta za pomorstvo in promet
- TEOF = Teološka fakulteta
- AG = Akademija za glasbo
- AGRFT = Akademija za gledališče, film, radio in televizijo
- ALU(O) = Akademija za likovno umetnost (in oblikovanje)

## A
- Veronika Abram (BF, 2012)
- France Adamič (BF, 1982) †
- Štefan Adamič (MF, 1996) †
- Lidija Andolšek Jeras (MF, 1997) † a
- Stanko Arnold (AG, 2019)
- France Avčin (FE, 1981) †
- Dušan Avsec (FE, 1979) †

## B
- Tadej Bajd (FE, 2013) a
- Aleksander Bajt (PF, 1991) † a, dr.hc.
- Uroš Bajželj (NTF, 2006) †
- Vladimir Batagelj (FMF, 2015)
- Franc Batič (BF, 2016)
- Janez Batis (VF, 1990) † a
- Ljubo Bavcon (PF, 1995) †
- Srdan Valentin Bavdek (VF, 2001) †
- Anton Bebler (FDV, 2015)
- Andrej Bekeš (FF, 2017)
- Metod Benedik (TEOF, 2013) †
- Vlado Benko (FSPN/FDV, 1978/79) †
- Branko Berčič (FF, 1991) †
- Marija Bergamo (FF, 2007)
- Milica Bergant (FF, 1999) †
- Ivan Bernik (FDV, 2019)
- Janez Bernik (ALUO, 1998) † a
- Stane Bernik (ALUO, 2007) †
- Mara Bešter (EF, 1992) †
- France Bezlaj (FF, 1981) † a; dr. h.c.
- Janko Bleiweis (FAGG/FGG, 1989) †
- Marijan Blejec (EF, 1982) †
- Robert Blinc (FNT/FMF, 1998) † a; dr. h.c.
- Janez Bogataj (FF, 2011)
- Borut Bohanec (BF, 2020)
- Pavle Bohinc (FNT/FFA, 1982) †
- Oskar Böhm (VF, 1995) †
- Borut Bohte (PF, 2005) †
- Zvonimir Bohte (FMF, 2002)
- Miloš Bonča (FA, 2005) †
- Marja Boršnik (FF, 1977) † a
- Franc Bratkovič (FE, 2004)
- Rajko Bratož (FF, 2018) a
- Lucijan Bratuš (ALUO, 2021)
- Dejan Bravničar (AG, 2012) †
- Bogdan Brecelj (MF, 1976) † a
- Miha(el) Brejc (FU, 2018)
- Tomaž Brejc (ALUO, 2010)
- Jurij Brenčič (FKKT, 2007) †
- Mitja Brilly (FGG, 2020)
- Marjan Britovšek (FF, 1994) †
- France Bremšak (FE(RI), 1992) †
- Katja Breskvar (MF, 2009)
- Ivanka Brglez (VF, 2014)
- Srečko Brodar (FNT/NTF, 1978) † a
- Bojko Bučar (FDV, 2021)
- Franc Bučar (BF, 1995) †
- France Bučar (PF, 1999) †
- Maja Bučar (FDV, 2023)
- Joško Budin (FE, 1998) †
- Vili(bald) Bukošek (NTF, 2013)
- Nataša Bukovec (FKKT, 2016)

## C
- Rafael Cajhen (FE, 2000)
- Vojteh Cestnik (VF, 2013)
- Dragotin Cvetko (FF, 1982) † a

## Č
- Gabi Čačinovič Vogrinčič (FSD, 2014)
- Andrej Čadež (FMF, 2012)
- Dragica Čadež (PEF, 2004)
- Boris Čampa (AG, 1997) †
- Albert Čebulj (FE(RI), 1986) †
- Andrej Černe (FF, 2022)
- France Černe (EF, 1993) †
- Peter Černelč (MF, 2019)
- Bojan Čop (FF, 1991) † a
- Martin Čopič (FMF, 2019)
- Špelca (Jelisava) Čopič (ALU, 1996) †
- Ivan Čuček (FAGG/FGG, 1989) †
- Katarina Čufar (BF, 2023)
- Miran Čuk (FŠ?/PEF, 2009)

## D
- Božidar Debenjak (FF, 2001)
- Igor Dekleva (AG, 2016)
- Aleksandra Derganc (FF, 2017)
- Saša A. Divjak (FRI, 2014)
- Davorin Dolar (FNT/FKKT, 1990) † a
- Anton Dolenc (FE, 1979) † (dr.hc/Zgb)
- Marinka Drobnič Košorok (VF, 2017)
- Matija Drovenik (NTF, 1993) † a
- Janez Drozg (AGRFT, 2003) †
- Janez Duhovnik (FGG, 2005)

## E
- Franc Erjavec (MF, 2004-posthumno) †
- Mladen Est (MF, 2006) †

## F
- Ivo Fabinc (EF, 1989) † r
- Jadran Faganeli (FPP, 2018)
- Matija Fajdiga (FS, 2018) †
- Peter Fajfar (FGG, 2019) a
- Jože Falout (AG, 2007) †
- Franc Farčnik (MF, 2008) †
- Anuška Ferligoj (FDV, 2020)
- Dušan Ferluga (MF, 2013) a
- Janez Fettich † (MF, 199#?-v zborniku ob 90-letnici MF - močno nezanesljiv podatek) a
- Matej Fischinger (FGG, 2021)
- Alojzij Finžgar (PF, 1979) † a
- Peter Fister (FA, 2009)
- Ivan Florjanc (AG, 2022)
- Jože Furlan (FE, 2000) †

## G
- Peter Gabrijelčič (FA, 2018)
- Jože Gale (AGRFT, 2002) †
- Nina Gale (MF, 2019)
- Ivan Gams (FF, 1993) † a
- Kajetan Gantar (FF, 1998) † a
- Dominik Gašperšič (MF, 2021)
- Stanko Gerjolj (TEOF, 2022)
- Ferdo Gestrin (FF, 1987) † a
- Saša Aleksij Glažar (PEF, 2018) †
- Josip Globevnik (FMF, 2013) a
- Helga Glušič (FF, 2009) †
- Gustav Gnamuš (ALUO, 2013) †
- Karpo Godina (AGRFT, 2011)
- Nada Gogala (BF, 1998) †
- Marija Golden (FF, 2019)
- Ljubo Golič (FKKT, 2000) † a
- Milovan Goljevšček (FAGG/FGG, 1979) †
- Jani Golob (AG, 2018)
- Janvit Golob (FKKT, 2023)
- Nataša Golob (FF, 2015)
- Bojan Gorenec (ALUO, 2023)
- Jože Goričar (PF, 1979) † a
- Slavko Goričar (AG, 2014)
- Tomaž Gorjup (PEF, 2019)
- Peter Gosar (FNT/FMF, 1994) † a
- Christian Gostečnik (TEOF, 2023)
- Igor Grabec (FS, 2007) a
- Anton Grad (FF, 1981) † a
- Franc Grad (PF, 2017)
- Janez Grad (EF?/FU, 2008)
- Bogo Grafenauer (FF, 1984) † a
- Anton Grčar (AG, 2010)
- Anton Grizold (FDV, 2024)
- Meta Grosman (FF, 2010)
- Zoran Grubič (MF, 2017)
- Mirjan Gruden (FE, 1981) † r
- Marija Gubina (MF, 2013) †
- Mihael Gunzek (AG, 1995) †
- Ludvik Gyergyek (FE(RI), 1992) † a

## H
- Franc Habe (BF, 2024)
- Jože Hlebanja (FS, 1996) †
- Andrej Hočevar (BF, 2007)
- Meta Hočevar (AGRFT, 2012)
- Slavko Hodžar (FERI/>>FRI?, 1987) † r
- Janez Höfler (FF, 2006) a
- Hilda Horak (AG, 1994) †
- Matija Horvat (MF, 2002) † a
- Janez Hribar (BF, 2017) †
- Marjan Hribar (PEF, 2007)
- Valentin (Tine) Hribar (FF, 2009) a

## I
- Albin Igličar (PF, 2015)
- Svetozar Ilešič (FF, 1977) † a
- Andrej Inkret (AGRFT, 2008) † a

## J
- Božidar Jakac (ALU, 1979) † a
- Aleš Jan (AGRFT, 2019)
- Miha Janc (BF, 2013)
- Franc Janežič (BF, 1988) †
- Branka Javornik Cregeen (BF, 2019)
- Janez (Ivan) Jazbec (VF, 2009) †
- Frane Jerman (FF, 1998) †
- Matjaž Jeršič (FF, 2002)
- Božidar Jezernik (FF, 2023)
- Maca Jogan (FDV, 2000)
- Janez Juhant (TEOF, 2015)
- Stane Južnič (FDV, 1997) †

## K
- Lučka Kajfež Bogataj (BF, 2023)
- Filip Kalan Kumbatovič (AGRFT, 1978) † a
- Zdenko Kalin (ALU, 1986) † a
- Miroslav Kališnik (MF, 1996) †
- Vinko Kambič (MF, 1990) † a
- Dušan Karba (FNT/FFA, 1986) †
- Rihard Karba (FE, 2009)
- Jože Kastelic (FF, 1994) †
- Igor Kaučič (PF, 2022)
- Slavka Kavčič (EF, 2009)
- Marija Kavkler (PEF, 2019)
- Gabrijel Kernel (FMF, 2000) † a
- Marko Kerševan (FF 2010)
- Andrej Kirn (FDV, 2004)
- Vladimir Klemenčič (FF, 1997) †
- Florjan (Cveto) Klofutar (BF, 2001) †
- Matjaž Klopčič (AGRFT, 2005) †
- Boris Kobe (FA(GG), 1979) †
- Peter Kobe (PF, 1987) †
- Valentina Kobe (MF, 1989) †
- Gregor Kocijan (PEF, 1999) †
- Andreja Kocijančič (MF, 2010) † r
- Rudi Kocjančič (FU, 2013) †
- Franjo Kočevar (FNT/NTF, 1979) †
- Marijan Kočevar (FKKT, 2020)
- Dušan Kodek (FRI, 2016)
- Alojz Kodre (FMF, 2013)
- Bogdan Kolar (TEOF, 2021)
- Zinka Kolarič (FDV, 2017)
- Jože Koller (FKKT, 2013) †
- Tine (Valentin) Koloini (FKKT, 2007) †
- Radovan Komel (MF, 2022)
- Polonca Končar (PF, 2015)
- Aleksander Konjajev (BF, 1988) †
- Igor Kononenko (FRI, 2024)
- Janez Kopač (FS, 2022)
- Marjan Kordaš (MF, 1999) a
- Aleksandra Kornhauser (NTF, 2000) †
- Tomo Korošec (FDV, 2008) †
- Viktor Korošec (PF, 1980) † a
- Mile Korun (AGRFT, 2011)
- Janko Kos (FF, 1999) a
- Franc Kosel (FS, 2024)
- Igor Košir (AGRFT, 2012)
- Blaženka Košmelj  (EF, 2001) †
- Franček Kovačec (FS, 1981) †
- Andrej Kovačič (EF, 2019)
- Jernej Kozak (FMF, 2013)
- Franc Kozjek (FFA, 2001)
- Janez Koželj (FA, 2024)
- Boris Kožuh (FF, 2008)
- Alojz Kralj (FE, 1998) a, r
- Ana Krajnc (FF, 2002)
- Boža Krakar Vogel (FF, 2019)
- Janez Kranjc (PF, 2017) a
- Jože Krašovec (TEOF, 2020) a
- Bojan Kraut (FS, 1977) †
- Aleš Krbavčič (FFA, 2005)
- Ivan Kreft (BF, 2017) a
- Uroš Krek (AG, 1995) † a
- Slavko (Vekoslav) Kremenšek (FF, 2010)
- Ivan Kristan (PF, 2003) † r
- Stanko Kristl (FA, 2020) † a
- Julijana Kristl (FFA, 2022)
- Ciril Kržišnik (MF, 2015) †
- Anton Kuhelj (FNT/FMF, 1976) †  a, r,  dr.hc.
- Sonja Kump (FF, 2017)
- Jurij Kunaver (FF, 2005)
- Primož Kuret (AG, 2005) †
- Ivan Kuščer (FNT/FMF, 1985) †
- Gorazd Kušej (PF, 1979) † a
- Rudi Kyovsky (PF, 1979) † a

## L
- Jakob Lamut (NTF, 2014)
- Dušan Lasič (FE, 1979) †
- Ivan Lavrač (EF, 1983) † a
- Ivan Leban (FKKT, 2019)
- Drago Lebez (BF, 1997) †
- Lojze Lebič (FF, 2018) a
- Brigita Lenarčič (FKKT, 2022)
- Savo Leonardis (FE, 2003) †
- Jože Levstik (BF, 1980) †
- Miha Likar (MF, 1996) †
- Marijan Lipovšek (AG, 1994) †
- Franc Lobnik (BF, 2011)
- Franc Ločniškar (BF, 1991) †
- Tine (Valentin) Logar (FF, 1984) † a
- Tomaž Lorenz (AG, 2015) †
- Franc Lovrenčak (FF, 2021)
- Jana Lukač Bajalo (FFA, 2010)

## M
- Saša Janez Mächtig (ALUO, 2013)
- Jadran Maček (FKKT, 2018)
- Jože Maček (BF, 1997) a
- Peter Maček (BF, 2018)
- Stanislav Mahkota (MF, 1979) †
- Viljan Mahnič (FRI, 2020)
- Edi (Edvard) Majaron (PEF, 2015)
- Bojan Majes (FGG, 2014)
- Janez Malačič (EF, 2019)
- Barica Marentič Požarnik (FF, 2006)
- Marko Marin (AGRFT, 2007) †
- Črt Marinček (MF, 2018)
- Miloš Marinček (FGG, 1998) †
- Ljubo Marion (MF, 2016)
- Ljubica Marjanovič Umek (FF, 2018)
- Janez (Ivan) Marušič (BF, 2012)
- Andrej Mašera (MF, 2007)
- Drago Matko (FE, 2015)
- Borut Mavko (FMF, 2024)
- Zdenko Medveš (FF, 2009)
- France Megušar (BF, 2004) †
- Vasilij Melik (FF, 1991) † a
- Luc(ijan) Menaše (FF, 1991) †
- Jože Mencinger (PF, 2014) a, r †
- Viljem Merhar (EF, 2001)
- Blaž Mesec (FSD, 2011)
- Pavel Mihelčič (AG, 2012)
- France Mihelič (ALU, 1979) †
- Edo Mihevc (FA(GG), 1985) †
- Erika Mihevc Gabrovec (FF, 1995) †
- Tjaša Miklič (FF, 2008)
- Metod Mikuž (FF, 1981) †
- Janez Milčinski (MF, 1983) † a, r
- Lev Milčinski (MF, 1989) † a
- Marjan Milohnoja (VF, 1999) †
- Cveta Mlakar (EF, 2005 /ali 2006?) †
- Dušan Mlakar (AGRFT, 2013)
- Miloš Mlejnik (AG, 2017)
- Zdravko Mlinar (FDV, 1998) a
- Dušan Mlinšek (BF, 1992) †
- Heli Modic (EF in FSPN=FDV, 1978) †
- Roman Modic (FNT/FKKT, 1982) † r
- Anton Moljk (FNT/FMF, 1999-posthumno) †
- Janez Možina (FS, 2021)
- Stane Možina (EF, 2006) †
- Dušan Mramor (EF, 2023)
- Nežka Mramor Kosta (FRI, 2019)
- Aleš Mrhar (FFA, 2019)
- Ivo (Ivan Alojz) Mršnik (PEF, 2011)
- Ivan Mrzel (VF, 2016)
- Vladimir Murko (PF, 1980) †
- Janek Musek (FF, 2015)
- Vladimir Braco Mušič (FA/BF?, 2006) †

## N
- Anton Nanut (AG, 2011) †
- Albina Nećak-Lük (FF, 2009)
- Dušan Nećak (FF, 2015)
- Franc Viktor Nekrep (BF, 2009)
- Boris A. Novak (FF, 2023) a
- Franc Novak (MF, 1978) † a
- Ranko Novak (ALUO, 2020)
- Vilko Novak (FF, 1994) †

## O
- Breda Oblak (AG, 2008)
- Drago Ocepek (NTF, 1993) †
- Anton Ocvirk (FF, 1978) † a
- Drago Karl Ocvirk (TEOF, 2013)
- Anton Ogorelec (FE(RI), 1992) †
- Dušan Ogrin (BF, 2002) †
- Matjaž Omladič (FMF, 2023)
- France Oražem (TEOF, 1998) †
- Bojan Orel (FRI, 2021)
- Janez Orešnik (FF, 2011) a †
- Martina Orožen (FF, 2016) †
- Vladimir Osolnik (FF, 2020) †
- Radko Osredkar (FRI, 2012)
- Jože Osterc (BF, 2022)

## P
- Mirko Pak (FF, 2005)
- Boris Paternu (FF, 1994) † a
- Andrej Paulin (NTF, 2007)
- Leopold Marijan Pavčnik (PF, 2023) a
- Jernej Pavšič (NTF, 2019)
- Slavko Pečar (FFA, 2012)
- Vid Pečjak (FF, 1998) †
- Hubert Pehani (MF, 1989) †
- Stane (Radovan Stanislav) Pejovnik (FKKT, 2016) r
- Janez Peklenik (FS, 1996) † a, r
- Peter Petek (FNT>PEF, 2006)
- Stojan Petelin (FPP, 2020)
- Tea Petrin (EF, 2014) †
- Marko Petkovšek (FMF, 2021) †
- Krešimir Petrovič (FŠ, 2001) †
- Vladimir Pezdirc (ALUO, 2018)
- Lovrenc Pfajfar (EF, 2012)
- Boris Pihlar (FKKT, 2013)
- Nada Pipan (MF, 1997) †
- Simon Pirc (NTF, 2006) †
- Marjan Plaper (FE(RI), 1989) †
- Ana Plemenitaš (MF, 2024)
- Božo Plesničar (FKKT, 2005)
- Dušan Plut (FF, 2015)
- Rudolf Podgornik (FMF, 2020) †
- Azra Pogačnik (VF, 2018)
- Marijan Pogačnik (ALU, 1986) †
- Milan Pogačnik (VF, 2017)
- Breda Pogorelec (FF, 1998) †
- Franc Pohleven (BF, 2017)
- Ada Polajnar Pavčnik (PF, 2012)
- Slovenko Polanc (FKKT, 2015)
- Marko Polič (FF, 2019)
- Pavel Poredoš (MF, 2018)
- Vekoslav Potočnik (EF, 2007)
- Vinko Potočnik (TEOF, 2018)
- Janez Prašnikar (EF, 2021)
- Ervin Prelog (FS>>FAGG/FGG, 1987) † r
- Stojan Pretnar (PF, 1984) † a
- Uroš Prevoršek (AG, 1989) †
- Janko Prunk (FDV, 2014)
- Danijel Pučko (EF, 2011)
- Krešimir Puharič (2010, EF & EPF UM, 2017)

## R
- Darko Radinja (FF, 2002) †
- Rudolf (Rudi) Rajar (FGG, 2008)
- Atilij Rakar (FF, 2003) †
- Jože Rakovec (FMF, 2022)
- Anton Ramovš (FNT/NTF, 1994) †
- Peter Raspor (BF, 2020)
- Božena Ravnihar (MF, 1984) †
- Edvard Ravnikar (FA(GG), 1985) † a
- Tanja Rener (FDV, 2016)
- Jože Resnik (BF, 2018)
- Ciril Ribičič (PF, 2018)
- Ivan Ribnikar (EF, 2009) †
- Andrej Rijavec (FF, 2004)
- Rudi (Rudolf) Rizman (FF, 2018)
- Irena Rogelj (BF, 2023)
- Božo Rogelja (AG, 2015)
- Iča Rojšek (EF, 2012)
- Mitja Rosina (FNT, 2001)
- Zdenko Roter (FDV, 1991) †
- Blaž Rozman (MF, 2013) a
- France Rozman (TEOF, 2000) †
- Rudi Rozman (EF, 2018)
- Fedja Rupel (AG, 2013) †
- Ladislav (Lado) Rupnik (EF, 2002)
- Viljem Rupnik (EF, 2003)
- Veljko Rus (FDV, 2001) † a

## S
- Miran Saje (FGG, 2015)
- Mitja Saje (FF, 2016)
- Bogomir Sajovic (PF, 1996) †
- Karl Salobir (BF, 2005)
- Vlado (Vladimir) Schmidt (FF, 1978) †
- Janez Seliger (FMF, 2023)
- Marjan Senjur (EF, 2015) †
- Stanka Setnikar Cankar (FU, 2020)
- France Sevšek (ZF, 2019)
- Nada Sfiligoj (FDV, 2001) †
- Primož Simoniti (FF, 2002) † a
- Jože Sivec (FF, 1996) †
- Peter Skalar (ALUO, 2011)
- Vinko Skalar (PEF, 2003) †
- Uroš Skalerič (MF, 2020) † a
- Aleksander Skaza (FF, 2016)
- Dušan Sket (MF, 2005)
- Janez Sketelj (MF, 2014) a
- Mitja Skubic (FF, 1998) †
- Darko Slavec (NTF, 2020)
- Tomaž Slivnik (FE, 2015)
- Karel Slokan (NTF, 1979) †
- Franc Smole (FE, 2022)
- Julija Smole (BF, 2005) †
- Marijan Smolik (TEOF, 1998) †
- Vladimir Smrkolj (MF, 2018) †
- Alojzij Slavko Snoj (TEOF, 2006)
- Lojze Sočan (EF?/FDV, 2005)
- Ciril Sorč (TEOF, 2013) †
- Savo Spaić (NTF, 2015)
- Jože Spanring (BF, 2006) †
- Alojz Srebotnjak (AG, 1997) †
- Branko Stanovnik (FKKT, 2015) a
- Tine Stanovnik (EF, 2017)
- Vito Starc (MF, 2017)
- Janez Stepišnik (FMF, 2014)
- Miroslav Stiplovšek (FF, 2003) †
- Janko Strel (FŠ, 2017) †
- Anton Stres (TEOF, 2005)
- France Strmčnik (FF, 2002) †
- Maks Strmčnik (AG, 2020)
- Janez Strnad (FMF, 2001) †
- Majda Strobl (PF, 1984) †
- Albert Struna (FS, 1979) † r
- Gabrijel Stupica (ALU, 1986) † a
- Anton Suhadolc (FMF, 2002)
- Saša Svetina (MF, 2015) a
- Marjan Svetličič (FDV, 2015)

## Š
- Andrej Šalehar (BF, 2000)
- Alenka Šelih (PF, 2002) a
- Leon Šenk (VF, 1999) †
- Venčeslava (Slavica) Šikovec (BF, 2004) †
- Anton Širca (MF, 1991) †
- Alenka Šivic Dular (FF, 2014)
- Jože Škerjanc (FKKT, 2000)
- Dane Škerl (AG, 1997) †
- Mirjam Škrk (PF, 2016)
- Neva Šlibar (FF, 2017)
- Jelka Šmid Korbar (FFA, 1999) (tudi Korbar Šmid)
- Zmago Šmitek (FF, 2012) †
- Samo Štefanac (FF, 2024)
- Franjo Štiblar (PF, 2018)
- Anton Štrukelj (TEOF, 2019)
- Jasna Štrus (BF, 2019)
- Lovro Šturm (PF, 2013) †
- Rajko Šugman (FŠ, 2005)
- Lujo Šuklje (FAGG/FGG, 1979) † a
- Nace Šumi (FF, 1996) †
- Boris Šurbek (AG, 2016)

## T
- Maks Tajnikar (EF, 2023)
- Jurij Franc Tasič (FE, 2024)
- Ljubinka (Biba) Teržan (FF, 2014) a
- Miha Tišler (FKKT, 1996) † a, r, dr.hc
- Ivan Toličič (FF, 1992) †
- Mihael Jožef Toman (BF, 2024)
- Dubravka Tomšič Srebotnjak (AG, 2013)
- Niko(laj) Torelli (BF, 2020)
- Niko Toš (FDV, 2015)
- Milan Trbižan (NTF, 2010) †
- Lojze Trontelj (FE, 2001) †
- Ferdinand Trošt (EF, 2002) †
- Drago Tršar (ALUO, 1998) † a
- Marijan Tršar (ALUO, 2003) †
- Ivan Turk (EF, 1993) †
- Danilo Türk (PF, 2015)

## U
- Lojze Ude (PF, 2010)
- Drago Ulaga (FTK/FŠ, 1988) †
- Mirjana Ule (FDV, 2018) a

## V
- Aleš Vahčič (EF, 2020)
- Rafko Valenčič (TEOF, 2003)
- Janez Valentinčič (FA(GG), 1985) †
- Marko Ivan Valič (FPP, 2013)
- Srečko Vatovec (VF, 1981) †
- Lado Vavpetič (PF, 1979) † a
- Gorazd Vesnaver (FKKT, 2012)
- Ivan Vidav (FNT/FMF, 1985) † a
- Franc Vidergar (NTF, 2012)
- Ada Vidovič Muha (FF, 2011)
- Boštjan Vilfan (FRI, 2007)
- Draško Vilfan (MF, 1989 ?; nezanesljiv podatek) †
- Sergij Vilfan (PF, 1993) † a
- Marjan Veber (FKKT, 2017)
- Mirko Vintar (FU, 2017)
- Jernej Virant (FERI/FRI, 1997) †
- Jože Vižintin (FS, 2015)
- Vojeslav (Vojko) Vlachy (FKKT, 2024)
- Florijan Vodopivec (FGG, 2010) †
- Katja Vodopivec (PF, 1988) †
- Lojze Vodovnik (FE, 1998) † a
- Dolfe Vogelnik (EF, 1982) † r
- Ignacij Voje (FF, 1996)
- Bogdan Vovk (BF, 1977) †
- Marjan Vozelj (MF, 2002) †
- Jože Vrabec (FMF, 2006)
- Vitomir Vrbič (MF, 2021)
- France Vreg (FSPN oz. FDV, 1990) †
- Metka Anka Vrhunc (NTF, 2008)
- Igor Vrišer (FF, 1997) †

## W
- Dragica Wedam Lukić (PF, 2012)
- Tone (Anton) Wraber (BF, 2010-posthumno) †

## Z
- Bojan Zabel (PF, 1999) †
- Lidija Zadnik Stirn (BF, 2016)
- Franc Zadravec (FF, 1993) † a
- Baldomir Zajc (FE, 2012)
- Bojan Zorko (VF, 2021)
- Alojz Zupan (AG, 2009) †
- Marko Andrej Zupan (FKKT, 2012)
- Borut Zupančič (FE, 2020)
- Karel Zupančič (PF, 2003)
- Mirko Zupančič (AGRFT, 2006) †
- Fran Zwitter (FF, 1977) † a, r

## Ž
- Drago Žagar (FF, 2012)
- Vladimir Žakelj (MF, 1989) †
- Miha Žargi (MF, 2015)
- Fran Žižek (AGRFT, 2003) †
- Božidar Žlender (BF, 2014)
- Martina Žmuc Tomori (MF, 2016)
- Branko Žnideršič (FAGG/FGG, 1981) †
- Martin Žnideršič (FF, 2000) †
- Sonja Žorga (PEF, 2008)
- Mihael Žumer (FKKT, 2009)
- Andrej O. Župančič (MF, 1979) † a